# Ammoecioides kovacsi
Ammoecioides kovacsi är en skalbaggsart som beskrevs av Bordat 1990. Ammoecioides kovacsi ingår i släktet Ammoecioides och familjen Aphodiidae. Inga underarter finns listade i Catalogue of Life.